# 875
875 је била проста година.

## Догађаји
- Википедија:Непознат датум — Владавина династије Абасида у Багдаду.

- 12. август – У Бреши умире цар Луј II, пошто је за свог наследника именовао свог рођака Карломана, сина краља Луја Немачког. Луј је сахрањен у базилици Сант Амброђо у Милану.
- 29. децембар – Краљ Карло Ћелави, уз подршку папе Јована VIII, путује у Италију. Он прима царске регалије у Павији и крунише се за цара Светог римског царства као Карло II у Риму.
- Луј II Муцавац, син Карла Ћелавог, жени се по други пут Аделаидом од Париза, након што се развео од Ансгарде од Бургундије, са којом је тајно ожењен.
- Норвешки краљ Харалд Лепокоси покорава ровере на Оркнејским и Шетландским острвима и додаје их свом краљевству.
- Јун – Велика паганска војска, предвођена Гутрумом, креће на Кембриџ. Касније се враћа у Весекс, да успостави зимницу. Краљ Алфред Велики се бори против Данаца у поморском сукобу.
- Битка код Долара: Инвазија данских Викинга побеђује Шкоте и Пикте, под краљем Константином I, код долара. Они заузимају Кејтнес, Сатерленд, Рос и Морај, далеко на северу.
- Дански Викинзи, вероватно предвођени Халфданом Рагнарсоном, нападају Даблин. Током борби, Ајштајн Олафсон, краљ Даблина, је убијен.
- Доњарт, последњи забележени краљ Корнвола, дави се у реци Фоуи.
- Пад – Арапска флота из Таранта плови Јадранским морем и пљачка Комакија, запаливши га. Нападају Градо (бискупија Млетачке Републике), али их Млечани одбијају.
- Умире Мухамед II, емир Аглабида, а наследио га је брат Ибрахим II. Пред крај његове владавине, караван ходочасника из Меке уноси кугу у Ифрикију (Тунис).
- Династија Саманида оснива двор у Бухари (модерни Узбекистан), који постаје град ривал Багдаду на стратешком Путу свиле.
- Краљ Џајаварман III оснива нову династију у Индрапури (Куанг Нам) у Чампи, у централном региону данашњег Вијетнама. Он покреће програм изградње у стилу Донг Дуонг.
- Изградњу Велике џамије у Керуану је завршио Ибрахим II.
- Бретонци почињу да беже из земље, тражећи релативну сигурност Британије. Викинзи пљачкају опатију Саинт-Мелаине у Рену